# Alan Khabalov
Bản mẫu:Eastern Slavic name
Alan Ruslanovich Khabalov (tiếng Nga: Алан Русланович Хабалов; sinh ngày 27 tháng 5 năm 1995) là một tiền vệ bóng đá người Nga. Anh thi đấu cho SFC CRFSO Smolensk.

## Sự nghiệp câu lạc bộ
Anh có màn ra mắt tại Russian Second Division cho F.K. Alania-d Vladikavkaz vào ngày 12 tháng 7 năm 2013 trong trận đấu với FC Gazprom transgaz Stavropol Ryzdvyany.